# Артюховский сельсовет (Октябрьский район)
Артюхо́вский сельсовет — муниципальное образование со статусом сельского поселения в Октябрьском районе Курской области Российской Федерации.
Административный центр — деревня Артюховка.

## История
Статус и границы сельсовета установлены Законом Курской области от 21 октября 2004 года № 48-ЗКО «О муниципальных образованиях Курской области».

## Население
| 2002 | 2010 | 2012 | 2013 | 2014 | 2015 | 2016 |
| ---- | ---- | ---- | ---- | ---- | ---- | ---- |
| 719  | ↘492 | ↗530 | ↗552 | ↗557 | ↘525 | ↗528 |
| 2017 | 2018 | 2019 | 2020 | 2021 |      |      |
| ↘519 | ↘505 | ↘486 | ↘472 | ↘378 |      |      |

## Состав сельского поселения
| №  | Населённый пункт | Тип населённого пункта          | Население |
| -- | ---------------- | ------------------------------- | --------- |
| 1  | Алексеевка       | деревня                         | ↘1        |
| 2  | Артюховка        | деревня, административный центр | ↘267      |
| 3  | Верхняя Малыхина | деревня                         | ↘47       |
| 4  | Донцы            | деревня                         | ↘15       |
| 5  | Журавлинка       | деревня                         | ↘3        |
| 6  | Калиновка        | хутор                           | ↘0        |
| 7  | Курьянов         | хутор                           | ↘5        |
| 8  | Михайловка       | деревня                         | ↘8        |
| 9  | Озерки           | деревня                         | ↘15       |
| 10 | Покровское       | село                            | ↘102      |
| 11 | Стрешневка       | деревня                         | ↘7        |
| 12 | Стрешневский     | хутор                           | ↘8        |
| 13 | Черкассы         | хутор                           | ↘8        |
| 14 | Яковлевка        | деревня                         | ↘6        |